# Niklas Axelsson
Pour les articles homonymes, voir Axelsson.
Niklas Axelsson (né le 15 mai 1972 à Mora) est un coureur cycliste suédois. Professionnel de 1998 à 2009, il a fait l'objet de deux contrôles antidopage positif à l'EPO, en 2001 et 2009, et est suspendu à vie de toutes courses cyclistes.

## Biographie
Après avoir été stagiaire dans l'équipe belge Palmans à la fin de la saison 1997, Niklas Axelsson effectue sa première année en tant que professionnel dans la formation italienne Scrigno-Gaerne en 1998. Il est l'une des révélations du Tour d'Italie 1999, dont il prend la sixième place. L'année suivante, il abandonne sur cette même épreuve. Il termine la saison par une troisième place au Tour de Lombardie et une quatorzième place aux championnats du monde.
En 2001, Niklas Axelsson passe chez Mercury-Viatel puis, en septembre, dans l'équipe italienne Alessio afin de participer au Tour d'Espagne. Il ne prend cependant pas part à cette épreuve, faute de célérité dans la réalisation du transfert, mais réalise une bonne fin de saison avec une neuvième place au Tour de Lombardie. En novembre, il est contrôlé positif lors d'un contrôle antidopage réalisé lors des championnats du monde à Lisbonne. Avouant avoir consommé de l'EPO, il est suspendu quatre ans par sa fédération. Cette peine ayant été réduite à deux ans et huit mois lors de l'entrée en vigueur du code mondial antidopage, il a fait son retour dans le peloton professionnel en septembre 2004 au Tour de Pologne avec l'équipe Formaggi Pinzolo Fiavè. À la fin de l'année 2006, il est opéré d'un cancer des testicules.
En janvier 2010, les contrôleurs constatent qu'un de ses échantillons datant de septembre 2009 est positif à l'EPO. Il est suspendu provisoirement dès l'annonce de ce résultat. En juillet, la fédération suédoise de cyclisme prononce  à son encontre une suspension à vie. Cette suspension est assortie d'une disqualification du Grand Prix de l'industrie et du commerce de Prato 2009.

## Palmarès sur route

### Palmarès amateur
| - 1990 - Champion de Suède sur route juniors - 1992 - 2e du Grand Prix de Peymeinade - 3e du Grand Prix d'Antibes - 3e d'Annemasse-Bellegarde et retour - 3e de la Flèche du Sud - 1993 - Champion de Suède du contre-la-montre par équipes - 3e du Grand Prix Souvenir Jean-Masse | - 1994 - 2e du Tour de l'Empordà - 1995 - 9e étape du Rapport Toer - 2e du Tour de Castellón - 1997 - Ronda al Maestrazgo |  |

### Palmarès professionnel
| - 1998 - 3e du Tour de Langkawi - 1999 - 3e du championnat de Suède sur route - 6e du Tour d'Italie - 2000 - 2e du Tour du Trentin - 3e du Tour de Lombardie - 2001 - 6e étape du Tour de la Région wallonne - 2e du championnat de Suède sur route - 9e du Tour de Lombardie | - 2006 - 2e du Tour de Romagne - 2007 - 3e du Grand Prix de l'industrie, du commerce et de l'artisanat de Carnago - 2008 - 2e étape de la Semaine internationale Coppi et Bartali - 2e du championnat de Suède sur route - 3e du Tour de La Rioja - 5e de Tirreno-Adriatico |  |

## Résultats sur le Tour d'Italie
3 participations 
- 1998 : 38e
- 1999 : 6e
- 2000 : abandon (8e étape)

## Classements mondiaux
| Année           | 2005   | 2006 | 2007 | 2008 | 2009 |
| --------------- | ------ | ---- | ---- | ---- | ---- |
| UCI Asia Tour   |        |      |      |      | 87e  |
| UCI Europe Tour | 1 059e | 273e | 254e | 39e  | 724e |